# Morgoth
Morgoth este antagonistul general al Legendariumului lui J.R.R. Tolkien. Este antagonistul principal în Silmarillion și un antagonist secundar atât în Povești neterminate cât și în seria The History of Middle-earth.

## Generalități
La origine cel mai măreț dintre valari, Melkor se număra la început printre aratari. Doar în înțelepciune și în cunoașterea viziunii lui Ilúvatar era întrecut de fratele său Manwë. Dorind să stăpânească Flacăra Nepieritoare ce dă viață, a început să se abată de la ascultarea creatorului și să aibă gânduri ce sfidau puterea lui. Astfel că în timpul Muzicii Ainurilor a izbucnit o violentă ciocnire între cântul lui Melkor și cel al celorlalți ainuri, semănând zăzanie în rândurile lor și permițând răului să se sălășluiască în Arda (Lume). 
Venind în Pământul de Mijloc, Melkor s-a pus pe a zădărnici muncile cele mai de seamă ale valarilor, dar a fost alungat de puternicul Tulkas. Însă între timp reușise să atragă atenția câtorva maiari, care au devenit iscoadele și prietenii săi printre ainuri, și astfel el știa și afla de dinainte toate cele ce le făceau valarii. La miazănoapte a durat marea fortăreață Utumno, dar a mai zidit el una pentru locotenentul său, Sauron, unde și-a adunat arme fără de număr și aceasta se numea Angband. Când a început să-i amenințe pe elfi, valarii au intervenit și au pornit război împotrivă-i. Melkor a fost prins și adus în lanțuri în Valinor. A fost judecat și pus să trudească pentru a dovedi că se căiește, dar în fapt ura de valari și de elfi îl rodea și mai mult ca înainte. Dându-se pe lângă noldori, a reușit să stârnească în ei sentimentul de răzvrătire față de Puteri și dorința de a fi ei înșiși aidoma lor. Întovărășindu-se cu Ungoliant, Melkor a furat silmarilii lui Fëanor și a distrus Copacii din Valinor.  

## Primul Ev
Numit acum Morgoth, s-a întors în Pământul de Mijloc dorind de acum să nimicească tot și toate, căci găsise că nu se putea înstăpâni peste Arda. Reclădind Angband și prăsindu-și oștile din spurcatul neam al orcilor, Vrăjmașul i-a copleșit pe noldori în Războiul Nestematelor, spulberând grosul armiei lui Fëanor. Apariția Soarelui și a Lunii însă i-a zăpăcit pe Morgoth și pe slugile sale, permițând noldorilor să-și întemeieze regate în Hithlum și Beleriand care să țină în loc teroare din Angband. Dându-și seama că orcii nu puteau să egaleze de unii singuri vitejia elfilor, Morgoth a născocit creaturi mortale (troli, balauri etc.), al căror efect devastator a fost dezlănțuit prima dată odată cu Glaurung Părintele Dragonilor. Aflând de trezirea oamenilor, Vrăjmașul a plecat chitind că-i va putea corupe sau nimici; umbla printre ei și se prezenta ca emisar al Întunecimii Străvechi, spunându-le că doar el îi putea proteja de ea dacă îl lua pe el drept senior. Unii oameni i s-au aliat, alții au plecat din răsărit, iar ultimii (edainii) au legat prieteșug cu elfii și mereu s-au opus întinării răului. 
Dezlănțuind focul pe câmpia Bragollach, Morgoth a aruncat în luptă orcii, balrogii și chiar pe Glaurung, rupând Asediul asupra Angbandului și împrăștiindu-i pe elfi. Doar Fingolfin a rămas să stea în calea cumplitului asalt, provocându-l pe Vrăjmaș la duel. Morgoth a ieșit la lumină și cei doi s-au luptat, până când regele obosit s-a împiedicat de o crăpătură făcută de loviturile ratate ale barosului adversarului. Atunci Seniorul Întunecimii și-a pus piciorul, ce avea greutatea unui munte prăvălindu-se, pe grumazul lui Fingolfin și l-a răpus, dar nu înainte ca acesta să-i sfârtece laba piciorului cu tăișul sabiei sale. Înainte să poată să îl dea pe regele-elf hrană lupilor, vulturii au venit asupra lui Morgoth, zgâriindu-i chipul cu ghearele lor și luând trupul neînsuflețit al lui Fingolfin; rănile lui Morgoth nu s-au mai vindecat și din aceea clipă el n-a mai pășit înafara tronului său din Angband.  
Cu toate că avansase destul de mult, elfii și edainii se dezmeticiseră și între timp reușiseră să mai recapete din teritoriul pierdut, astfel că Morgoth s-a văzut nevoit să își retragă oastea principală de orci către Angband. Mai târziu, Beren și Lúthien au pătruns în fortăreață deghizați pentru a obține un silmaril din coroana de fier a Vrăjmașului. Lăsându-se în voia gândurilor sale ticăloase Morgoth a acceptat ca fecioara elfă să-i cânte, căzând pradă vrăjii sale de adormire. Marea i-au fost furia și rușinea când s-a sculat cu una dintre nestemate lipsindu-i, dar n-a mai izbutit să o recapete.  
Prinzând de veste că Maedhros strângea o ligă a elfilor și oamenilor într-un atac asupra Angbandului, Morgoth și-a pregătit forțele pentru ce avea să se cheme Bătălia Lacrimilor Făr'  de Număr. Lupta s-a încheiat cu o victorie decisivă pentru rău, iar voința edainilor și a elfilor de a se împotrivi Vrăjmașului stirpită. De asemenea, Seniorul Întunecimii i-a poruncit mai-marelui balrogilor, Gothmog, ca Húrin să-i fie adus în viață. Oferindu-i o căpitănie în rândul servitorilor săi sau libertatea, Morgoth spera să ca acesta să-i destăinuie unde se afla Gondolinul. Însă omul nu a căzut la învoială cu el, iar în pizma sa Morgoth i-a blestemat vlăstarele; năpasta și moartea aveau să se abată asupra lui Túrin și surorii sale Nienor. Știind că îi înfrânsese spiritul, Vrăjmașul i-a dat drumul lui Húrin pentru a se desfăta și mai mult din suferința sa.  
Prin trădarea lui Maeglin - căruia i-o promisese pe Idril - Morgoth a aflat Gondolinul și și-a năpustit hoardele de orci cu balrogii în frunte asupra cetății. Turgon, regele, a fost ucis, orașul pângărit, iar odată cu ele speranța de izbândă a oamenilor și elfilor din Pământul de Mijloc. Aparentul său triumf a fost de scurtă durată. La rugămintea lui Eärendil, valarii s-au îmbunat și au trimis o armie din Valinor care a plecat oștile Vrăjmașului. Angband în ruine, Morgoth s-a refugiat în puțurile cele mai adânci ale fortăreței, implorând mila învingătorilor. În schimb picioarele i-au fost retezate de sub el și coroana i s-a bătut în zgarda lanțului Angainor. Forma-i slăbită dincolo de orice recuperare, duhul lui Morgoth a fost azvârlit în Nimicnicie prin Poarta Nopții.  

## Titluri și alte denumiri
Numele de Morgoth provine de la adjectivul 'mor' în quenyană (limbă ficțională inventată de J.R.R. Tolkien) însemnând "negru", în timp ce Melkor era "Cel ce se ridică Măreț". Adesea epitetul Bauglir, care înseamnă "Asupritorul", însoțea numele lui Morgoth formând titlul complet Morgoth Bauglir. De asemenea i se mai spunea Belegurth, care înseamnă "Marea Pierzanie".În primele versiuni ale mitologiei lui Tolkien numele său era Melko, iar alte variante pentru Morgoth erau Morringotto sau Morikotto.
Printre epitetele și titlurile pe care le avea se numără: 
- Seniorul Întunecimii
- Puterea Întunecimii de la Miazănoapte
- Răul de la Miazănoapte
- Mâna Neagră
- Regele Negru
- Regele Lumii - sau Regele Mai Bătrân
- Stăpânul Creației
- Stăpânul Ursitelor Ardei
- Stăpânul Oamenilor
- Seniorul din Angband
- Vrăjmașul - sau Vrăjmașul Negru al Lumii
- Întâiul Dușman
- Nimicitorul
- Umbra